# Jessie Ulibarri
Jessie Ulibarri là một chính khách người Mỹ đến từ Thành phố Commerce, Colorado. Là một thành viên Đảng Dân chủ, Ulibarri đã phục vụ bốn năm tại Thượng viện Colorado đại diện cho Khu vực 21 ở Quận Adams. Ulibarri đã làm việc trong dự luật năm 2013 để cho phép các cặp đồng tính ở Colorado thành lập kết hợp dân sự.

## Tiểu sử
Ulibarri tốt nghiệp Đại học Colorado, và trở thành người đầu tiên trong gia đình nhận bằng cử nhân. Lịch sử làm việc của ông bao gồm làm việc với tư cách là thành viên chính sách tại văn phòng của Hạ nghị sĩ Luis Gutierrez (D-Illinois), với tư cách là Giám đốc Chính sách Công của ACLU of Colorado, và là Cộng tác viên Quản lý Cấp cao của JVA Consulting.
Ulibarri được bầu vào thượng viện vào năm 2012, đánh bại đồng Francine Bigelow của đảng Cộng hòa 64%-36%. Ứng cử viên của ông đã được các cử tri Bảo tồn Colorado và Quỹ Chiến thắng Đồng tính nam & Đồng tính nữ ủng hộ. Ông đã không tái tranh cử vào năm 2016. Ulibarri hiện là Giám đốc Sở Giao dịch Đổi mới Nhà nước.
Hiện ông đang sống ở Pittsburgh, Pennsylvania cùng với người bạn đời của mình, Louis. Họ có hai con.